# Assemblée nationale (Afghanistan)
Pour les autres articles nationaux ou selon les autres juridictions, voir Assemblée nationale.
17e législature de la Chambre du peuple
Bâtiment de l'Assemblée nationale
L'Assemblée nationale (en pachto : ملی شورا romanisé : Mili Shura ; en dari : شورای ملی romanisé :  Shura-e Milli) était le parlement bicaméral et l'institution détentrice du pouvoir législatif de la république islamique d'Afghanistan de 2004 jusqu'à la chute du régime en 2021. 
Établie par la Constitution de 2004, sa structure et son rôle au sein du régime politique afghan sont fixés par le chapitre cinq de cette dernière.
Son siège est situé dans la capitale du pays, Kaboul.

## Structure
L'Assemblée nationale est bicamérale :
- la chambre haute, le Conseil des Anciens (Meshrano Jirga), est composé de 102 membres élus pour un mandat de quatre ans et élus pour les deux tiers par les conseils de province et le tiers restant par le président de la République ;
- la chambre basse, la Chambre du peuple (Wolesi Jirga), est composée de 250 membres élus pour un mandat de cinq ans au suffrage universel direct.

## Rôle
Étant détentrice du pouvoir législatif, l'Assemblée nationale vote les lois, le budget, contrôle les actions du gouvernement, approuve ou non les nominations présidentielles et ratifie les traités internationaux.
L'Assemblée nationale est la seule institution capable de convoquer la Loya Jirga, approuver l'état d'urgence dans le pays et lancer une procédure d'impeachment du Président afghan.
Représentant le peuple afghan, la chambre basse est la seule institution pouvant voter une motion de censure contre les membres du gouvernement.

## Procédure législative
L'initiative législative revient aux parlementaires et au gouvernement. La Cour suprême, la plus haute autorité du pouvoir judiciaire peut également proposer une loi, mais uniquement avec l'accord du gouvernement, qui doit présenter la dite loi.

## Histoire
En 1965 sont élues les premières femmes députées (Roqia Abubakr, Khadija Ahrari, Masuma Esmati-Wardak et Anahita Ratebzad) et sénatrices (Aziza Gardizi et Homeira Seljuqi).
Le parlement issu de la Constitution de 2004 est inauguré le 19 décembre 2005 (le premier depuis trente ans). Les seuls représentants officiels étrangers sont une délégation du Parlement européen menée par Jürgen Schröder (en) et Anne McLauchlan, ainsi que le vice-président des États-Unis Dick Cheney, qui est arrivé au cours de la cérémonie.
La présence d'ancien chefs de guerre au sein des parlementaires est vue par certains interlocuteurs de la délégation européenne comme une menace et un échec des vérifications pour empêcher des criminels de guerre d'être présents au sein du nouveau parlement. A contrario, d'autres personnes pensent que voir la participation de telles personnes à la vie démocratique est un atout pour éviter que ces derniers ne fassent usage de la violence pour résoudre leurs différends.
Le gouvernement de l'Inde a approuvé le 30 janvier 2008 la construction d'un nouveau bâtiment pour le parlement. Situé en face du Palais de Darulaman, dans la périphérie ouest de Kaboul, le nouveau siège comprend deux salles où siègent les chambres, une bibliothèque et une salle de prière.
Le parlement est attaqué le 22 juin 2015 par les talibans. À l'issue d'un siège d'environ deux heures, les assaillants sont tués par les forces de sécurité.
Lors de l'offensive des talibans d'août 2021, la République islamique d'Afghanistan cesse de contrôler le territoire et ses institutions ne fonctionnent plus après le départ du président Ashraf Ghani du pays. Le 15 janvier 2023, Mursal Nabizada, députée depuis 2018, est la première membre du Parlement à être assassinée.